# Rajd Wiślański 1962
12. Rajd Wiślański – 12. edycja Rajdu Wiślańskiego. Był to rajd samochodowy rozgrywany od 15 do 16 września 1962 roku o współczynniku 7. Była to szósta runda Rajdowych Samochodowych Mistrzostw Polski w roku 1962. Rajd został rozegrany na nawierzchni asfaltowej. Zwycięzcą został Krzysztof Komornicki..

## Wyniki końcowe rajdu[1][2]
| Miejsce | Kierowca             | Pilot                | Samochód           | Klasa | Punkty |
| ------- | -------------------- | -------------------- | ------------------ | ----- | ------ |
| 1       | Krzysztof Komornicki | Ksawery Frank        | Morris Mini Cooper | 1-2   | 1,7    |
| 2       | Adam Wędrychowski    | Andrzej Zieliński    | Renault Dauphine   | 3     | 3,7    |
| 3       | Zbigniew Sucharda    | Władysław Paszkowski | Wartburg 311       | 4     | 21,9   |
| 4       | Marek Varisella      | Mirosław Jeżowski    | FSO Syrena 102     | 3     |        |
| 5       | Bartosiak            |                      | Wartburg 1000      | 4     |        |
| 6       | Sobiesław Zasada     |                      | Fiat 600 D         | 3     |        |
| 7       | Henryk Ruciński      | Henryk Skowron       | Austin Cooper      | 1-2   |        |
| 8       | Antoni Weiner        | Jerzy Kuczera        | Škoda Octavia TS   | 6-8   |        |
| 9       | Jerzy Jesz           | Witold Jesz          | Wartburg 311       | 4     |        |
| 10      | Stanisław Stolarski  | Longin Bielak        | Wartburg 311       | 4     |        |